# Irmãs de São José da Aparição

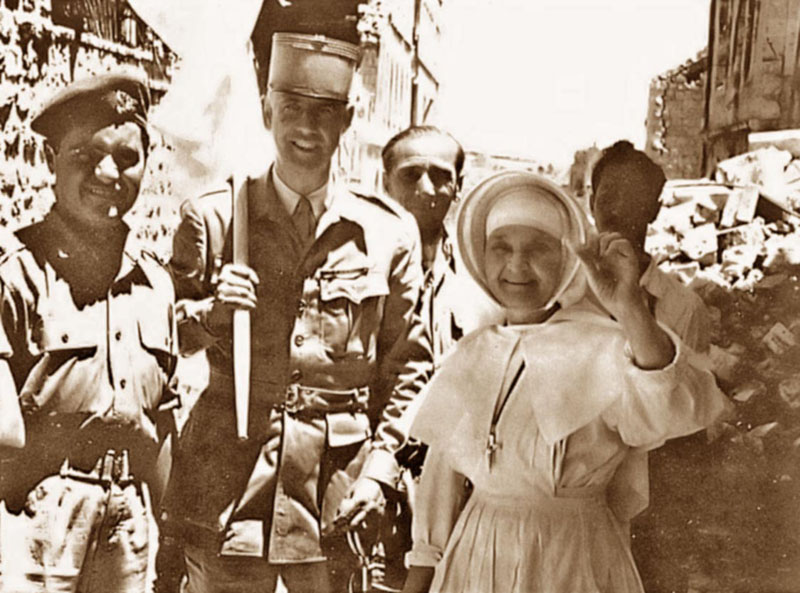
Uma irmã em Jerusalém em 1956.

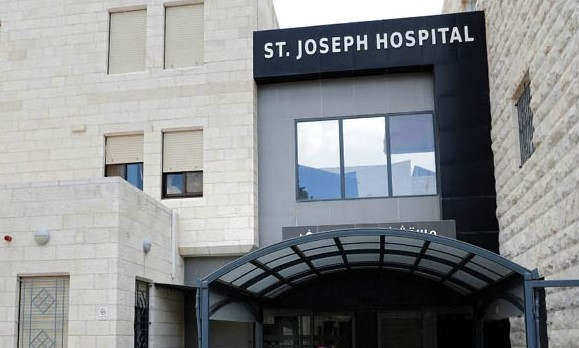
O Hospital St. Joseph em Jerusalém Oriental, que foi fundado pela ordem.

As Irmãs de São José da Aparição (francês: Sœurs de Saint-Joseph-de-l'Apparition; latim: Institutum Sororum a S. Joseph ab Apparitione; abreviatura: S.J.A.) é um instituto religioso de direito pontifício cujos membros professam votos públicos de castidade, pobreza e obediência e seguir o modo de vida evangélico em comum.

## Fundador
Emily de Vialar nasceu em uma família aristocrática em Gaillac, França, em 12 de setembro de 1797. Como as Irmãs da Caridade de Nevers cuidavam dos pobres doentes e crianças abandonadas em seu hospital, Emily decidiu direcionar sua atenção para a educação das crianças pobres e ela abriu uma escola. Algumas jovens de Gaillac se reuniram em torno dela e, na noite de Natal de 1832, ela fundou uma Congregação, logo conhecida como Irmãs de São José da Aparição.
As irmãs foram chamadas à Argélia, depois à Tunísia e a outros países do Mediterrâneo. Com a morte de Emilie, em Marselha, em 24 de agosto de 1856, suas irmãs foram as primeiras a se estabelecer na Austrália.
Sua missão inclui trabalho missionário, pastoral, educação de jovens, cuidado de enfermos e idosos.
As irmãs têm casas na África, Ásia, Europa e América Latina. A Casa Geral da Congregação pode ser encontrada em Paris, França.

Em 31 de dezembro de 2005, havia 940 Irmãs em 154 comunidades.